# テキーラ規制委員会
テキーラ規制委員会（テキーラきせいいいんかい、西: Consejo Regulador del Tequila A.C.、略称：CRT）は、テキーラ商工会議所の主導の元、1994年5月17日に設立された非営利団体である。収穫から瓶詰めに至るテキーラの生産過程全般の基準を定め、違反者に対して法的措置を取る事が出来る。

## 概要
テキーラはメキシコ合衆国の法と基準に基づき製造される。CRTは、テキーラの生産過程がメキシコ政府の定める公式の基準に従って行われる事を証明する機関としてメキシコ政府から認定を受けている。CRTはテキーラの生産者だけでなく原料の竜舌蘭栽培、ボトラー、マーケティング担当者、およびメキシコ政府の代表者と連携して活動する。
全てのテキーラメーカーはCRTの認可が必要であり、テキーラのラベルにはメキシコ公式規格である「NOM」のイニシャル、テキーラ規制委員会の認証である「CRT」のイニシャルと、4桁の番号が印刷される。